# Polyrhachis schenckii
Polyrhachis schenckii är en myrart som beskrevs av Auguste-Henri Forel 1886. Polyrhachis schenckii ingår i släktet Polyrhachis och familjen myror. Inga underarter finns listade i Catalogue of Life.